# Kamtandlantaarnhaai
De kamtandlantaarnhaai (Etmopterus decacuspidatus) is een vis uit de familie Etmopteridae (volgens oudere inzichten de familie Dalatiidae) en behoort in elk geval tot de orde van doornhaaiachtigen (Squaliformes). De vis kan een lengte bereiken van 29 centimeter.

## Leefomgeving
De kamtandlantaarnhaai is een zoutwatervis. De vis prefereert diep water en leeft hoofdzakelijk in de Grote Oceaan op dieptes tussen 512 en 692 meter.

## Relatie tot de mens
De kamtandlantaarnhaai is voor de visserij van geen belang. In de hengelsport wordt er weinig op de vis gejaagd.